# Cremains of the Day
«Cremains of the Day» (titulado «Esparciendo cenizas» en Hispanoamérica y «Cremamos todos juntos» en España) es el decimoquinto episodio de la trigésimo quinta temporada de la serie de televisión de animación estadounidense Los Simpson, y el 765 en total. Se emitió en los Estados Unidos en Fox el 21 de abril de 2024. El episodio fue dirigido por Gabriel DeFrancesco y escrito por John Frink.
En este episodio, Homer y sus amigos tratan de honrar a otro amigo después de su muerte. A excepción de imágenes fijas, Maggie Simpson no aparece en este episodio. El episodio recibió críticas positivas.

## Trama
Homer, Lenny y Carl están viendo el fútbol en la taberna de Moe. Otro cliente habitual, Larry, también está en el bar. Animan a Moe a apostar en un partido, pero pierde. Enfadado, les dice que se vayan, pero ven que Larry ha muerto. Acuden al funeral de Larry, donde la madre de éste les anima a hablar de él. Se inventan una historia y se dan cuenta de que no saben nada de él, lo que les hace sentirse culpables. Después, la madre de Larry les enseña su dibujo de todos ellos frente a una cascada. Lenny sugiere que lleven las cenizas de Larry a la cascada.
De camino, el grupo descansa en un motel donde debaten sobre cómo es el más allá y qué hace Larry allí. Al día siguiente, Homer vuelca accidentalmente la urna que contiene las cenizas de Larry. Homer y Moe descubren zafiros con sus cenizas, y Moe piensa que Larry los llevaba de contrabando dentro de su cuerpo. Moe le dice a Homer que lo mantenga en secreto. De vuelta a la carretera, Lenny decide acelerar, lo que hace que la urna de Larry se caiga del camión. Sus cenizas y los zafiros se derraman. Lenny y Carl descubren el secreto de Homer y Moe, y Moe miente y culpa a Homer por intentar ocultárselo. Mientras discuten, un sheriff los detiene por contrabando de joyas y se lleva la urna.
El grupo sigue discutiendo en el maletero de la camioneta del sheriff. El sheriff llama a su verdadero jefe Fat Tony para informarle de que tiene los zafiros donde se revela que su verdadero nombre es Mickey No-Loose-Ends. Tony le dice a Mickey que deje ir al grupo ya que no saben para que son los zafiros. Mientras señala que tiene que prestar más atención a los apodos de sus gánsteres, Fat Tony envía a un gánster llamado Bruno Wife-Banger a recoger a Connie D'Amico al aeropuerto mientras cita «Hey, with pleasure». Mickey decide matarlos para no dejar testigos. Al oír esto, el grupo se disculpa entre sí. Homer encuentra una pistola de bengalas en el maletero. Cuando Mickey abre el maletero, Homer dispara y falla. El retroceso lanza el camión por un precipicio. Lenny, Carl y Moe saltan desde el maletero a un saliente, pero Homer y el camión continúan por el acantilado. La caída de una rama deja fuera de combate a Mickey, lo que hace que la urna de Larry caiga rodando por el precipicio. La urna acaba alojada entre el neumático del camión y el hueco de la rueda, deteniendo el camión para que Homer pueda escapar. El grupo llega a la cascada, pero no se parece en nada al dibujo.
Llevan la urna de Larry de vuelta a la taberna de Moe, donde la colocan bajo una imagen en movimiento de una cascada. Se preguntan por el destino de los zafiros y se revela que Moe se los tragó.

## Producción
El personaje de Larry había aparecido desde el primer episodio de Los Simpson y fue locutado por Harry Shearer, que pone voz a los otros personajes, el Sr. Burns y Waylon Smithers, aunque sólo tuvo dos líneas de diálogo a lo largo de la serie. El productor ejecutivo Tim Long dijo que los productores querían que la muerte de Larry impactara emocionalmente a los espectadores a pesar de ser un personaje de fondo. Tras la emisión del episodio, Long se disculpó y señaló que la reacción de los fanáticos demuestra que la gente sigue interesada en la serie.

## Recepción

### Audiencia
El episodio obtuvo una audiencia de 0,25 con 0,97 millones de espectadores, siendo el programa más visto de Fox esa noche.

### Respuesta de la crítica
John Schwarz de Bubbleblabber valoró el episodio con un 8,5 sobre 10. Le gustaron los chistes y las bromas visuales, y también disfrutó con la escena de los personajes teorizando sobre la vida después de la muerte. Sin embargo, pensó que las voces de Lenny y Carl no sonaban normales. A Mike Celestino de Laughing Place le pareció notable que el programa matara a un personaje secundario. También le gustó ver al grupo de Moe's' en otro escenario.

### Premios y nominaciones
Hank Azaria, actor habitual de la serie, fue nominado al Primetime Emmy Award a la Mejor Interpretación de Voz en la 76.ª edición de los Primetime Creative Arts Emmy Awards por su interpretación de Moe Szyslak en este episodio. El guionista John Frink fue nominado al premios Writers Guild of America de Televisión: Animación en la 77.ª edición de los premios Writers Guild of America por el guion de este episodio.